# Leiodes ciliaris
Leiodes ciliaris is een keversoort uit de familie van de truffelkevers (Leiodidae). De wetenschappelijke naam van de soort werd in 1841 gepubliceerd door Schmidt.